# Проституция в Намибия
Проституцията в Намибия е законна, но публичните домове и сводничеството са забранени.

## Дискусия за легализиране
Някои организации призовават за легализирането или декриминализирането на проституцията. През 2005 година Центърът за правна помощ, който е нестопанска правозащитна организация базирана във Виндхук, призовава за декриминализиране на проституцията като средство за намаляване на високия процент на ХИВ и СПИН позитивните в страната, както и за подобряване на средата за проститутките.
Голяма част от обществото в Намибия се противопоставя на легализацията, като основен аргумент за тях е, че населението на Намибия е предимно християнско и счита тази професия за неморална.
Тази дискусия в парламента води до спорове. Един от поддръжниците за легализиране на проституцията е Казенамбо Казенамбо, който е Министър на младежта при управлението на СУАПО.